# Parmenides (Platon)

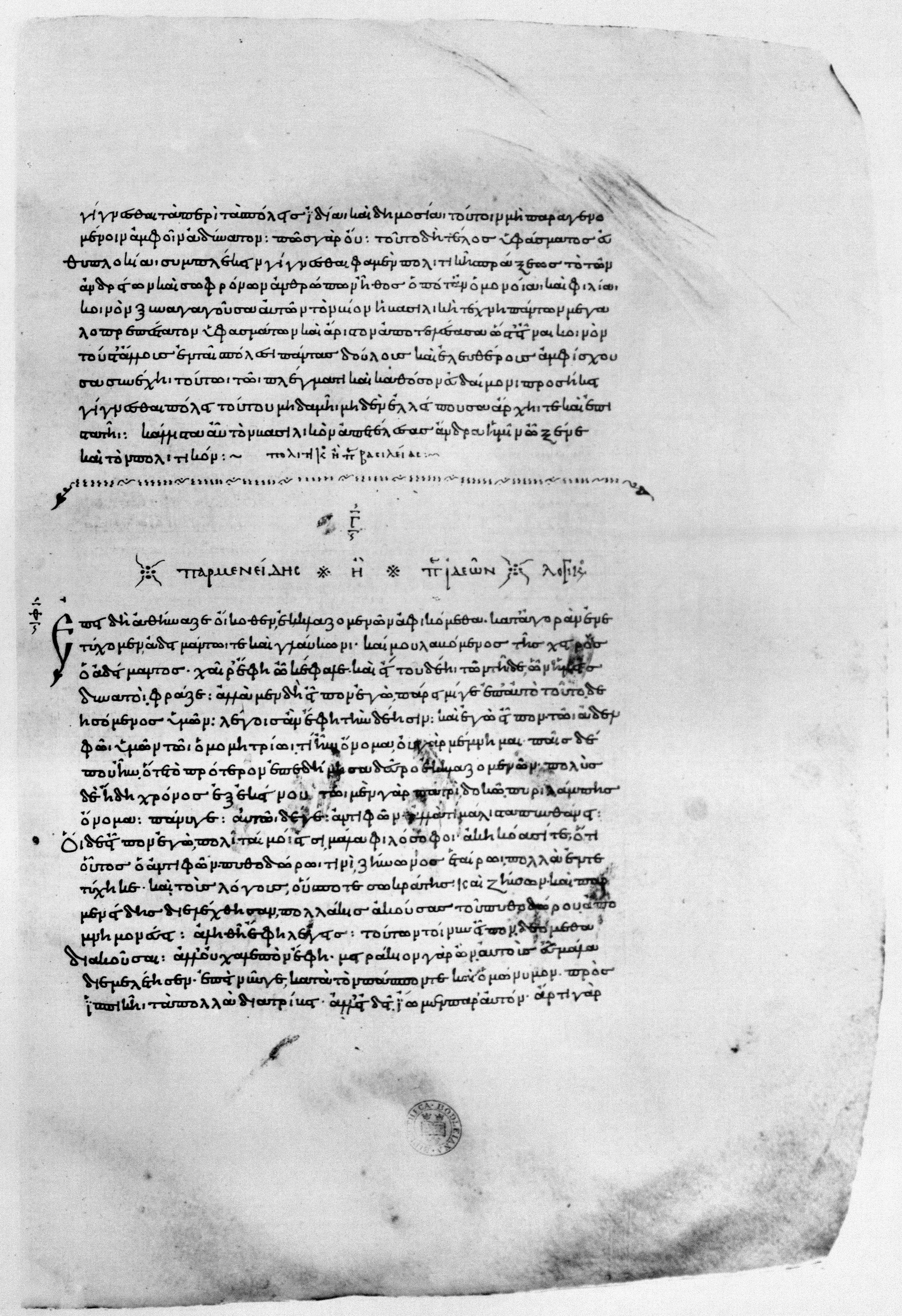
Der Anfang des Parmenides in der ältesten erhaltenen mittelalterlichen Handschrift, dem 895 geschriebenen Codex Clarkianus (Oxford, Bodleian Library, Clarke 39)

Der Parmenides (altgriechisch Παρμενίδης Parmenídēs) ist ein in Dialogform verfasstes Werk des griechischen Philosophen Platon über Einheit und Vielheit, Sein und Nichtsein. Wiedergegeben wird ein fiktives Gespräch von Platons Lehrer Sokrates mit dem Philosophen Parmenides, nach dem der Dialog benannt ist, dessen Schüler Zenon von Elea und einem Jugendlichen namens Aristoteles, der nicht mit dem berühmten gleichnamigen Philosophen zu verwechseln ist. Der schon betagte Parmenides hält sich mit Zenon besuchsweise in Sokrates’ Heimatstadt Athen auf. Er tritt mit Autorität auf; ihm gegenüber befindet sich der hier erst neunzehnjährige Sokrates in der Position eines Lernenden.
Der gesamte Vorgang ist wahrscheinlich frei erfunden. Parmenides und Zenon lebten im damals griechisch besiedelten Süditalien, wo Parmenides der namhafteste Vertreter der nach seiner Heimatstadt Elea benannten eleatischen Schule war.
Der von einer Rahmenhandlung eingeleitete Bericht über die philosophische Erörterung zerfällt in zwei unterschiedlich gestaltete Teile. Im ersten Teil werden Schwierigkeiten besprochen, die sich aus der platonischen Ideenlehre ergeben: Die Verwendung grundlegender Begriffe wie „Viele“ und „Eines“ führt zu paradoxen Folgerungen, wenn man Ideen als eigenständig existierende metaphysische Entitäten und als Ursachen der Erscheinungen auffasst. Außerdem fehlt eine Erklärung für den Zusammenhang zwischen Ideen und Erscheinungen, und die Ideen scheinen prinzipiell unerkennbar zu sein. Es gelingt nicht, die Probleme zu lösen; die Überlegungen führen in die Aporie (Ratlosigkeit). Der zweite Teil spielt sich zwischen Parmenides und Aristoteles ab: Parmenides gibt Denkübungen vor, die der Vorbereitung auf das Finden von Lösungen für die Probleme des ersten Teils dienen sollen. Die Lösungen selbst werden aber nicht präsentiert.
Der Parmenides gilt als Platons schwierigster und rätselhaftester Dialog. Seit Jahrzehnten ist eine intensive, kontrovers geführte Forschungsdiskussion über den philosophischen Gehalt im Gang, die Forschungsliteratur ist außerordentlich umfangreich. Ein Hauptproblem besteht darin, dass Platon hier die Ideenlehre, einen Kernbestandteil seiner Philosophie, als problematisch und widersprüchlich erscheinen lässt. Umstritten ist, was er mit der Kritik an der Ideenlehre bezweckt hat, ob er sie überhaupt ernst genommen oder nur als Übungsstoff betrachtet hat, welche Konsequenzen er gegebenenfalls daraus gezogen hat und wie die Qualität der einzelnen Argumente im Dialog zu beurteilen ist. Das Spektrum der Deutungen reicht von der Hypothese, Platon habe die Ideenlehre im Alter aufgegeben, bis zu Erklärungen, denen zufolge die Übungen im zweiten Teil den Leser befähigen sollen, die Lösungen selbst zu finden. Einer umstrittenen Hypothese zufolge bietet die nur mündlich übermittelte „ungeschriebene Lehre“ des Philosophen den Ausweg aus der im Parmenides aufgezeigten Problematik.

## Rahmenhandlung, Ort und Zeit
Der eigentliche Dialog ist in eine verschachtelte Rahmenhandlung eingebettet. Als Erzähler stellt sich zu Beginn ein Mann namens Kephalos vor, der aus Klazomenai in Kleinasien stammt. Er berichtet von einem Besuch in Athen, den er mit einigen seiner Landsleute unternommen hat. Die Rahmenhandlung beginnt auf der Agora, dem Markt- und Versammlungsplatz von Athen. Dort trifft die Gruppe aus Klazomenai auf zwei Bekannte aus alter Zeit, Platons Brüder Glaukon und Adeimantos. Gemeinsam begibt man sich in das Haus von Glaukons und Adeimantos’ Halbbruder Antiphon im nahen Stadtteil Melite. Dort erzählt Antiphon auf Wunsch seiner Gäste von einem Gespräch, das Parmenides, Zenon, Sokrates und Aristoteles vor langer Zeit geführt haben. Seine Schilderung des damaligen Gesprächsverlaufs macht den eigentlichen Inhalt des Parmenides aus.
Antiphon war allerdings bei der philosophischen Diskussion, die er detailliert wiedergibt, nicht selbst anwesend. Er wurde erst lange nach diesem denkwürdigen Ereignis geboren. Daher kennt er es nur aus der Darstellung eines Freundes Zenons namens Pythodoros, in dessen Haus im Stadtteil Kerameikos die beiden Philosophen aus Italien damals gewohnt hatten. Dort waren Sokrates und Aristoteles mit Parmenides und Zenon zusammengetroffen. Pythodoros hatte als Gastgeber aufmerksam zugehört und sich alles gut gemerkt. Jahrzehnte später erzählte er die Einzelheiten oftmals dem damals noch jugendlichen Antiphon, der sich den Bericht des Pythodoros durch das häufige Anhören einprägte.
Seither ist wiederum viel Zeit vergangen. Antiphon ist nun ein reifer Mann, doch seine Erinnerung an die Eindrücke seiner Jugendzeit lässt ihn nicht im Stich. Daher ist er in der Lage, seinen Gästen aus Klazomenai die Einzelheiten aus dem Gedächtnis wiederzugeben. Die Handlung ist somit mehrfach verschachtelt: Der Erzähler Kephalos kennt das Gespräch nur aus dritter Hand, der Leser erfährt es aus vierter Hand.
Nach den Angaben im Dialog hielten sich Parmenides und Zenon anlässlich der „Großen Panathenäen“, des bedeutendsten Festes der Athener, in der Heimat des Sokrates auf. Parmenides war etwa 65 Jahre alt, Zenon etwa vierzigjährig, Sokrates noch sehr jung. Die großen Panathenäen wurden alle vier Jahre gefeiert. Zu den Altersangaben der beteiligten Philosophen passt am besten die Feier, die im Sommer 450 v. Chr. stattfand. Damals war Sokrates neunzehn Jahre alt.
Antiphon wurde wohl nach 423 v. Chr. geboren. In der Zeit seines angeblichen Zusammenseins mit dem alten Pythodoros soll er ein Jugendlicher (meirákion), also etwa 14 bis 17 Jahre alt gewesen sein. Dafür kommt somit frühestens das letzte Jahrzehnt des 5. Jahrhunderts v. Chr. in Betracht. Da Antiphon auf die Darstellung des Pythodoros angewiesen war, also Sokrates offenbar nicht persönlich befragen konnte, hat man sich wohl vorzustellen, dass der 399 v. Chr. hingerichtete Sokrates nicht mehr am Leben war. Demnach müsste der Bericht des Pythodoros in den ersten Jahren des 4. Jahrhunderts v. Chr. an Antiphon weitergegeben worden sein. Antiphons Begegnung mit den Besuchern aus Klazomenai wäre rund ein Vierteljahrhundert später anzusetzen. Demnach fällt die fiktive Rahmenhandlung des Parmenides wohl in die 370er Jahre.
Der chronologische Rahmen, der sich aus diesen Überlegungen ergibt, ist mit der historischen Chronologie vereinbar. Theoretisch könnte es sich so abgespielt haben: das Gespräch mit Parmenides im Jahr 450 v. Chr., der Bericht des Pythodoros an Antiphon mehr als ein halbes Jahrhundert später, die Weitergabe der Erzählung an Antiphons Besucher nach etwa zwei bis drei weiteren Jahrzehnten. Dabei müsste Pythodoros allerdings ein ungewöhnlich hohes Alter erreicht haben. Außerdem beruht die Fiktion auf der Annahme, dass der Verlauf einer langen, inhaltlich sehr anspruchsvollen philosophischen Diskussion nach etwa sieben bis acht Jahrzehnten, in denen er nur mündlich überliefert wurde, aus dem Gedächtnis getreu wiedergegeben werden konnte. Dies setzt sowohl bei Pythodoros als auch bei Antiphon und dem Erzähler Kephalos eine außerordentliche Gewissenhaftigkeit und Gedächtnisleistung voraus. Historisch wäre das in dieser Form unglaubwürdig, doch konnte Platon hier von seiner literarischen Gestaltungsfreiheit Gebrauch machen.
Für einen Aufenthalt des Parmenides in Athen und eine Begegnung mit Sokrates gibt es außer Platons Angaben keine Anhaltspunkte.

## Die Gesprächsteilnehmer
Die Rahmenhandlung

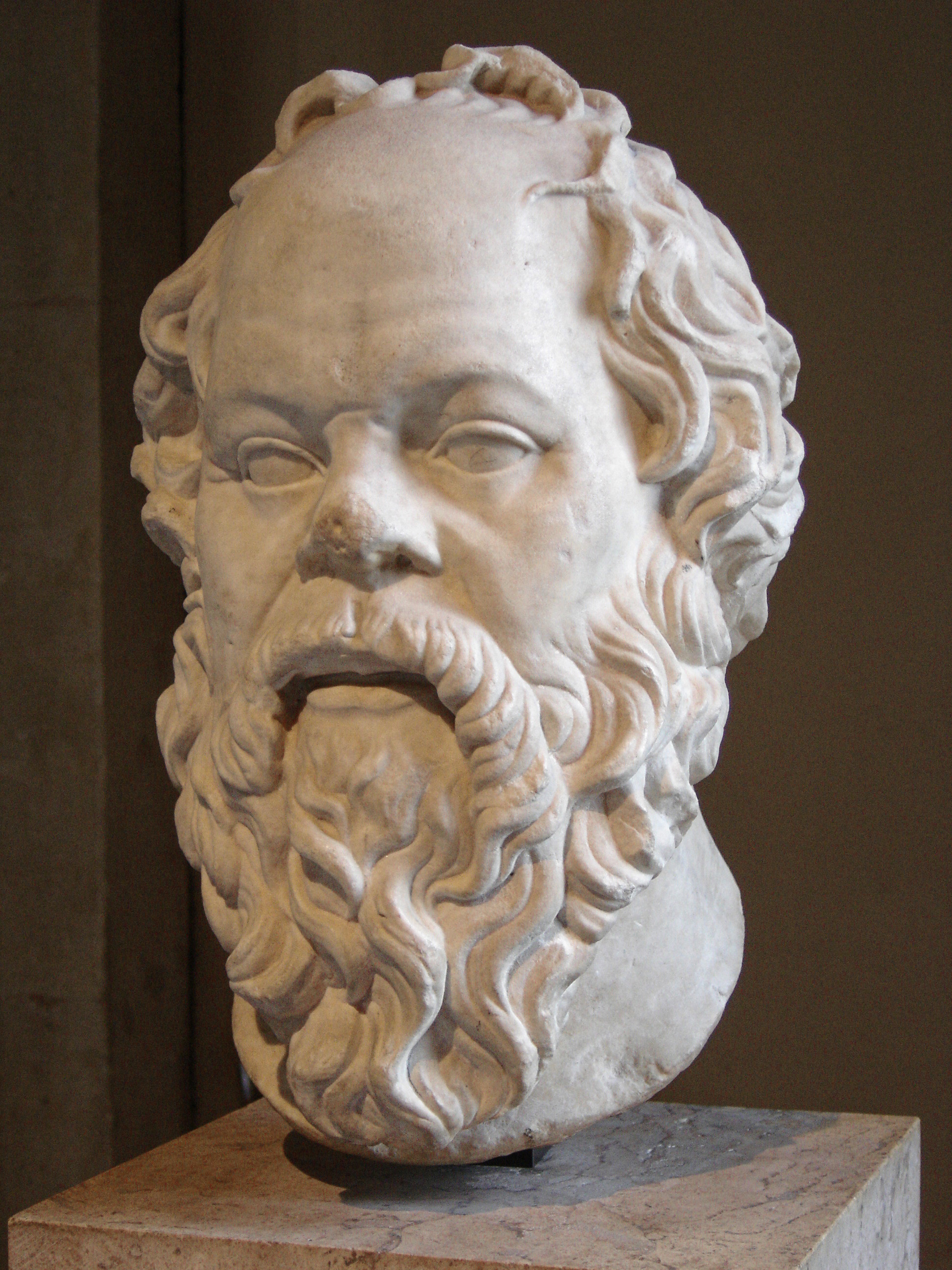
Sokrates (römische Büste, 1. Jahrhundert, Louvre, Paris)

An der Rahmenhandlung sind Kephalos, Adeimantos, Glaukon und Antiphon beteiligt. Anwesend sind ferner Begleiter des Kephalos, die nicht namentlich genannt werden und nicht das Wort ergreifen.
Kephalos von Klazomenai, der Erzähler der Rahmenhandlung, ist möglicherweise eine von Platon erfundene Gestalt. Außerhalb des Parmenides ist seine Existenz nirgends bezeugt. Nach seiner Schilderung im Dialog kennt er Adeimantos und Glaukon seit langem; deren Halbbruder Antiphon war noch ein Kind, als Kephalos zum ersten Mal nach Athen kam. Offenbar steht Kephalos zum Zeitpunkt der Rahmenhandlung schon in fortgeschrittenem Alter. Ebenso wie seine Landsleute, die ihn begleiten, ist er sehr an Philosophie interessiert und begierig, über die berühmte Diskussion mit Parmenides Näheres zu erfahren.
Glaukon und Adeimantos sind auch aus anderen Werken ihres Bruders Platon bekannt. Im Parmenides vermittelt Adeimantos bereitwillig die Zusammenkunft der Besucher aus Klazomenai mit seinem Halbbruder Antiphon. Ansonsten spielen die beiden Brüder aber in diesem Dialog keine Rolle.
Antiphon ist ein Sohn des Diplomaten Pyrilampes, des zweiten Ehemanns von Platons Mutter Periktione. Sowohl väterlicher- als auch mütterlicherseits stammt er von angesehenen Bürgern Athens ab. Der Stadtteil Melite westlich der Akropolis, wo er lebt, ist eine vornehme Gegend. In seiner Jugend hat er sich eifrig mit Philosophie beschäftigt, doch zum Zeitpunkt der Rahmenhandlung hat er das Interesse daran verloren; nun widmet er sich wie sein gleichnamiger Großvater hauptsächlich der Pferdezucht. Nur auf eindringliches Bitten der Besucher erklärt er sich bereit, seine Erinnerungen auszubreiten.
Die Diskussion mit Parmenides
Bei der Zusammenkunft der Philosophen im Jahr 450 v. Chr. diskutieren Parmenides, Zenon, Sokrates und Aristoteles. Pythodoros und zwei weitere Anwesende hören schweigend zu und greifen nur einmal kurz ein, um den zögernden Parmenides zu einer Darlegung zu bewegen.
Der erst neunzehnjährige Sokrates tritt im Parmenides anders auf als in zahlreichen anderen Dialogen Platons. Während er sonst gewöhnlich die dominierende Gestalt ist und den Gesprächsverlauf souverän lenkt, ist er hier unerfahren und belehrungsbedürftig. Er vertritt die platonische Ideenlehre, die Platon erst nach dem Tod des historischen Sokrates entwickelt hat. Die Ansichten, die Platon seiner literarischen Dialogfigur hier in den Mund legt, dürfen daher nicht mit der Philosophie des historischen Sokrates gleichgesetzt werden.
Parmenides ist bei seinem Besuch in Athen für damalige Verhältnisse schon hochbetagt. Er ist ein berühmter Lehrer und vermittelt jungen, wissbegierigen Athenern wie Sokrates und Aristoteles das methodische Rüstzeug der philosophischen Analyse. Dabei überlässt er es ihnen, die Lösungen der Probleme, die er ihnen stellt, selbst zu finden. Die Grundüberzeugungen dieser Dialogfigur entsprechen denen des historischen Vorsokratikers Parmenides. Allerdings verbindet die literarische Figur dieses Gedankengut mit der platonischen Ideenlehre, die ihrem historischen Vorbild unbekannt war. Parmenides erscheint in dem nach ihm benannten Dialog in der Rolle des überlegenen, hochangesehenen Meisters, der die Bemühungen des jungen Sokrates wohlwollend beobachtet. Platon stellt ihn hier sehr respektvoll dar.
Bei Parmenides’ Schüler Zenon von Elea handelt es sich um eine historische Gestalt, von deren Leben aber abgesehen von einer sagenhaften Überlieferung wenig bekannt ist. Ob Platons Angaben im Parmenides auf glaubwürdigen biographischen Informationen über Zenon fußen, ist ungewiss. Im Dialog erscheint Zenon als gutaussehender Mann von etwa vierzig Jahren. Er hat mit einer Schrift, in der er die Philosophie seines Lehrers verteidigt, Aufsehen erregt. Um die Richtigkeit der eleatischen Lehre vom einheitlichen Sein aufzuzeigen, untersucht er die gegenteilige Auffassung und versucht ihre Konsequenzen als absurd zu erweisen.
Der historische Politiker Aristoteles – nicht zu verwechseln mit dem gleichnamigen berühmten Philosophen – profilierte sich als Anhänger der oligarchischen Richtung. Während der kurzlebigen Herrschaft der Oligarchen nach der vernichtenden Niederlage Athens im Peloponnesischen Krieg gehörte er dem „Rat der Dreißig“ an, einem Gremium, das aus dreißig führenden Repräsentanten der oligarchischen Bewegung bestand und von 404 bis 403 v. Chr. eine Schreckensherrschaft in der Stadt ausübte.
Im Parmenides ist Aristoteles der jüngste Diskussionsteilnehmer. Im zweiten Teil des Dialogs beantwortet er im Zwiegespräch die Fragen des Parmenides. Dabei erweist er sich als leicht lenkbar. Einer Forschungshypothese zufolge wollte Platon mit der Einführung dieser Dialogfigur auf seinen berühmten gleichnamigen Schüler anspielen und ihn in ein unvorteilhaftes Licht rücken. Dies ist möglich, doch handelt es sich um eine bloße Vermutung, die in der Forschung wenig Zustimmung gefunden hat.
Auch Pythodoros, auf dessen Bericht sich Antiphon im Dialog beruft, hat wirklich gelebt. Ein Vierteljahrhundert nach dem Zeitpunkt der fiktiven Diskussion mit Parmenides betätigte er sich als Befehlshaber im Peloponnesischen Krieg. Laut dem Platon zugeschriebenen, möglicherweise unechten Dialog Alkibiades I war er zahlender Schüler Zenons. Im Parmenides erscheint er als Hausbesitzer und Gastgeber von Parmenides und Zenon; daher hat man sich ihn zu diesem Zeitpunkt wohl als mindestens dreißigjährig vorzustellen.

## Inhalt

### Das Einleitungsgespräch
Kephalos berichtet als Erzähler der gesamten Dialoghandlung, dass er zusammen mit einigen philosophisch interessierten Männern aus seiner Heimatstadt Klazomenai nach Athen kam und dort auf dem Markt seinen alten Freund Adeimantos und dessen Bruder Glaukon traf. Da die Besucher aus Klazomenai gehört hatten, dass Adeimantos’ Halbbruder Antiphon eine mündliche Überlieferung über die Begegnung von Parmenides, Zenon und Sokrates kannte, wollten sie Näheres in Erfahrung bringen. Gern vermittelte Adeimantos den Kontakt. Man begab sich gemeinsam in Antiphons Haus und überredete ihn zu erzählen, was er über jenes Gespräch der berühmten Philosophen wusste. Obwohl sich Antiphon schon seit langem nicht mehr mit Philosophie befasste, konnte er sich noch genau an alles erinnern, was er in seiner Kindheit von dem greisen Pythodoros gehört hatte, der als Gastgeber von Parmenides und Zenon bei der Diskussion anwesend gewesen war.
Es folgt Kephalos’ Wiedergabe von Antiphons Bericht. Anfangs erzählt Kephalos in indirekter Form, später geht er zur Mitteilung des Gesprächsverlaufs in direkter Rede über.

### Die Diskussion über Probleme der Ideenlehre
Die Klärung der Voraussetzungen
Zenon hat im Haus des Pythodoros einer Schar von Hörern, darunter Sokrates, seine Abhandlung, die in Athen bisher unbekannt war, vorgelesen. Anschließend wird darüber diskutiert. Zenons Schrift enthält eine Darstellung der eleatischen Lehre. Deren Kerngedanke ist eine scharfe Trennung zwischen dem einheitlichen, überzeitlichen Seienden und der Vielfalt der entstehenden und vergehenden, nur scheinbar realen Erscheinungen. Die Vorgeschichte der Abfassung des Traktats bildet ein Streit um die eleatische Philosophie. Parmenides hatte in einem berühmten Lehrgedicht seine Auffassung vorgetragen, es gebe nur ein einziges Seiendes, alle Vielheit sei Illusion. Mit dieser paradox wirkenden Lehre hatte der eleatische Denker Aufsehen und Anstoß erregt. Spötter nahmen seine Behauptung als lächerliche Absurdität aufs Korn. Daraufhin schrieb Zenon, der damals noch jung war, seine Abhandlung, in der er die These seines Lehrers polemisch verteidigte. Inzwischen ist er ein reifer Mann geworden und distanziert sich von seiner damaligen Streitlust. Inhaltlich hält er aber an seiner Überzeugung fest. Um sie als zutreffend zu erweisen, wählt er den Weg der Widerlegung der gegenteiligen Ansicht. Er versucht zu zeigen, dass die Annahme einer wirklich existierenden Vielheit zu widersinnigen Folgerungen führe und daher aufgegeben werden müsse. Nach seiner Darlegung kann das Seiende keinesfalls eine reale Vielheit sein, denn dann müssten die real existierenden vielen Entitäten untereinander einerseits ähnlich, andererseits aber zugleich unähnlich sein. Zwischen dem Ähnlichen und dem Unähnlichen bestehe aber ein konträrer Gegensatz, der ausschließe, dass eine reale Entität einer anderen realen Entität zugleich ähnlich und unähnlich sein könne. Hier hakt Sokrates als Zuhörer ein, nachdem Zenon seinen Vortrag beendet hat, und bittet um eine Erklärung.
Sokrates geht bei seiner Stellungnahme zu Zenons Argumentation von der Ideenlehre aus. Ähnlichkeit und Unähnlichkeit sind für ihn Ideen, das heißt reale, zeitlose Gegebenheiten im Sinne von Parmenides’ Forderung, das Seiende müsse aller Veränderung entzogen sein. Als Ideen sind sie den veränderlichen Erscheinungen übergeordnet; sie bestehen unabhängig von ihnen und verleihen ihnen die Eigenschaften „ähnlich“ und „unähnlich“. Im Rahmen dieses Modells stellt das Ineinandergreifen von Ähnlichem und Unähnlichem in der Welt der Erscheinungen für Sokrates kein Problem dar. Er kann es darauf zurückführen, dass die sinnlich wahrnehmbaren Dinge von beiden Ideen, der des Ähnlichen und der des Unähnlichen, beeinflusst werden und diese Einflüsse sich vermischen. Die Ideen hingegen sind in ihrem Dasein sowohl von den Erscheinungen als auch voneinander gänzlich abgetrennt. Daher kann es die reine Unähnlichkeit, das schlechthin Unähnliche als Idee geben, und dieser Idee kommt keinerlei Ähnlichkeit zu. Ebenso gibt es die Ähnlichkeit als Idee, an der nichts unähnlich ist. Somit können Ideen von Gegensätzlichem als reale Vielheit existieren; die Welt des Seienden muss nicht, wie die Eleaten meinen, absolut homogen sein. Erst wenn die Eleaten zeigen könnten, dass die von ihnen behauptete widersinnige Mischung von Ähnlichkeit und Unähnlichkeit die Ideenwelt beträfe, erhielte ihre Argumentation gegen die Realität der Vielheit Gewicht.
Obwohl Sokrates damit Parmenides und Zenon widerspricht, sind sie über seinen Eifer und seinen Einwand erfreut, denn sie teilen grundsätzlich seine Vorstellung, dass alles Veränderliche und Vergängliche auf Unveränderliches zurückgeführt werden müsse. Parmenides vergewissert sich, dass Sokrates tatsächlich alle Allgemeinbegriffe als Ideen auffasst, also nicht nur eine Idee der Ähnlichkeit und eine Idee der Unähnlichkeit annimmt, sondern beispielsweise auch das Gerechte an sich, das Schöne an sich und das Gute an sich als Ideen betrachtet. Unsicherheit zeigt Sokrates allerdings bei der Frage, ob es Ideen nicht nur von Eigenschaften, sondern auch von Dingen gibt, etwa eine Idee des Feuers oder eine Idee des Menschen. Unsinnig kommt ihm die Einordnung negativ bewerteter Begriffe in die Welt der ewigen, musterhaften Ideen vor; er weigert sich zuzugeben, dass es auch Ideen von Kot, Dreck und anderen verächtlichen und wertlosen Dingen geben müsse, obwohl sein Modell dies zu erfordern scheint. Parmenides führt diese Inkonsequenz auf das jugendliche Alter des Sokrates zurück, denn in der Jugend sei man noch nicht frei von konventionellen Vorurteilen. Für Parmenides ist es selbstverständlich, dass im Rahmen der Ideenlehre nicht nur den Dingen, die den Menschen gefallen, jeweils eigene Ideen zugeordnet sein müssen; keine Erscheinung kann ohne eine besondere Idee sein, von der sie hervorgerufen wird.
Das Verhältnis von Ideen und Erscheinungen
Anschließend weist Parmenides auf fundamentale Schwierigkeiten hin, die sich ergeben, wenn man das Verhältnis der Ideen zu den Erscheinungen genauer zu erfassen versucht.
Nach der Ideenlehre sind alle sinnlich wahrnehmbaren Objekte Bündel von Eigenschaften, deren unterschiedliche und wechselnde Kombinationen jeweils die besondere Beschaffenheit des einzelnen Objekts ausmachen. Die Eigenschaften treten auf, weil die Objekte die Ideen in sich aufnehmen und damit deren gestaltendem Einfluss unterliegen. Beispielsweise ist ein großes Ding groß, weil es etwas von der Idee der Größe empfängt und damit gewissermaßen an dieser Idee teilnimmt. Hier stellt sich aber die Frage, wie ein solches Teilnehmen vorstellbar ist. Wenn jede Idee, wie es die Ideenlehre fordert, eine unveränderliche Einheit ist, muss sie unteilbar sein. Somit kann sie nicht auf die an ihr teilnehmenden Sinnesobjekte aufgeteilt werden, sondern muss von jedem Objekt gleichermaßen als Ganzes aufgenommen werden. Dem steht aber der Umstand entgegen, dass die Objekte verschieden und voneinander getrennt sind. Ein und dieselbe Idee müsste also in ihrer Gesamtheit zugleich in einer Vielzahl von separaten Objekten vollständig präsent sein. Parmenides vergleicht dies mit einem Segeltuch, das mehrere Menschen bedeckt, so dass es scheinbar als Ganzes über sie ausgebreitet ist. In Wirklichkeit bedeckt aber jeden von ihnen nur ein bestimmter Teil des Tuchs. Analog müsste man sich die Beziehung der separaten Einzelobjekte zu einer Idee als Beteiligung an einem bestimmten Teil von ihr vorstellen. Dann wäre die Idee aber doch teilbar, was ihre Existenz als einheitliche Realität aufheben würde.
Außerdem ist die Vorstellung von aufteilbaren Ideen in sich widersprüchlich. Wenn beispielsweise die Idee der Größe aufgeteilt wird, können die Teile nicht umfassender sein als das Ganze, dessen Teile sie sind; vielmehr sind sie kleiner. Dann wären große Dinge nicht durch Teilnahme an der Idee der Größe groß, sondern durch Teilnahme an etwas, was kleiner ist als die Idee der Größe, also relative Kleinheit aufweist. Das ist widersinnig. Außerdem wäre dann die Idee der Kleinheit größer als ihre Teile; es gäbe also Teile der Kleinheit, die mehr Kleinheit aufwiesen als die absolute Kleinheit.
Die Selbstprädikation
Ein weiteres gravierendes Problem ergibt sich aus der „Selbstprädikation“, der Zugehörigkeit der Idee einer Eigenschaft zur Menge der Objekte, die diese Eigenschaft aufweisen. Es kann nicht sein, dass die Idee der Größe zwar die Ursache der Größe aller großen Dinge, aber selbst nicht groß ist. Wenn sie eine eigenständige, real existierende Entität ist, bildet sie zusammen mit allen Objekten, denen sie Größe verleiht, eine Menge, die dadurch gekennzeichnet ist, dass alle ihre Elemente die Eigenschaft Größe aufweisen. Dann fragt sich, welche Instanz dieser Menge die Eigenschaft Größe verleiht. Diese Instanz müsste der Idee der Größe ebenso wie den einzelnen großen Dingen übergeordnet sein. Sie wäre also umfassender und somit größer als die Idee der Größe. Außerdem müsste ihre Größe aus demselben Grund von einer weiteren, noch größeren Instanz erzeugt sein. Damit ergibt sich ein infiniter Regress, ein Fortschreiten ins Endlose. Dann wären die Ideen keine Einheiten, sondern durch grenzenlose Vielheit charakterisiert. Zur Zurückführung der Vielfalt der Erscheinungen auf einfache, einheitliche Prinzipien wären sie nicht mehr geeignet. Diese Zurückführung ist aber der Ausgangspunkt des Sokrates, seine Begründung der Ideenlehre, die solche einfache Prinzipien in den Ideen findet. Die Ideenlehre verlöre also ihre Basis.
Der Einwand des Sokrates, dass die Ideen vielleicht Gedanken sind, die als solche in den Seelen erscheinen und so betrachtet nicht dem Regress unterliegen, hilft nicht weiter. Er wird durch die Entgegnung des Parmenides widerlegt, dass es nicht Gedanken von nichts, sondern von etwas Seiendem wären, das heißt von objektiv existierenden Ideen. Wenn die Ideen nur Gedanken der Menschen wären, könnten sie nicht die Muster und Erzeuger von Dingen sein, die keine Gedanken sind, sondern in der Natur vorhanden sind. Wenn die Naturdinge Produkte von Gedanken wären, müssten sie selbst aus Gedanken bestehen.
Sokrates deutet die Beziehung zwischen Ideen und Erscheinungen im Sinne der Ideenlehre als Verhältnis zwischen Urbildern und deren Abbildern. Dagegen macht Parmenides geltend, dies sei ein Ähnlichkeitsverhältnis. Wenn aber zwischen Urbild und Abbild Ähnlichkeit bestehe, müssten sie beide an einem übergeordneten Urbild teilhaben, das die Ursache dieser Ähnlichkeit sei. Damit gerate man wiederum in einen infiniten Regress.
Die Frage der Erkennbarkeit
Eine noch gravierendere Schwierigkeit sieht Parmenides auf dem Gebiet der Erkenntnistheorie. Sie tritt auf, wenn man zu erklären versucht, wie der Mensch überhaupt eine Erkenntnis von Ideen erlangen kann. Parmenides zeigt dies, indem er die Rolle eines Kritikers der Ideenlehre übernimmt. Dessen Argumentation, die Parmenides als schwer widerlegbar bezeichnet, lautet: Wenn es die Ideenwelt gibt, ist die Schranke zwischen ihr und der Erscheinungswelt von prinzipieller Art, da diese beiden Bereiche ihrer Natur nach absolut verschieden sind. Aus der Annahme einer eigenständigen, autarken Ideenwelt ergibt sich deren grundsätzliche Unzugänglichkeit für den Menschen als Bewohner der Erscheinungswelt. Somit sind die Ideen, wenn sie so beschaffen sind, wie es die Ideenlehre fordert, notwendigerweise entweder nichtexistent oder unerkennbar. Die Dinge der Erscheinungswelt können nur untereinander Beziehungen eingehen und die Ideen können nur aufeinander bezogen sein. Beispielsweise ist ein Sklave immer Sklave eines bestimmten menschlichen Herrn und niemals Sklave der Idee des Herrentums, und die Idee des Herrentums kann nur mit der Idee des Sklaventums zusammenhängen und nicht mit einzelnen Sklaven. Daher kann sich auch jedes menschliche Wissen nur auf eine Wahrheit beziehen, die „bei uns“ ist und jeweils ein konkretes Erkenntnisobjekt betrifft. Ein Wissen schlechthin, das nicht auf einen bestimmten Gegenstand bezogen ist, sondern auf die Idee der Wahrheit, auf die Wahrheit an sich, liegt jenseits des Horizonts der Menschen. Um ein Wissen über einzelne Ideen zu erlangen, müsste man aber zuerst das erkennen, was hinsichtlich der Ideen Wahrheit ist. Das heißt, man müsste zuerst die Ideen des Wissens und der Wahrheit erfassen. Aus diesen Überlegungen ergibt sich nicht nur, dass dem Menschen die Ideenwelt prinzipiell verschlossen ist, sondern auch dass ein Gott, der Erkenntnis der Ideen besitzt, keinen Zugang zur Menschenwelt haben kann.

### Das Einüben der philosophischen Untersuchungsmethode
Sokrates ist den Ausführungen des Parmenides gefolgt, er sieht deren Schlüssigkeit ein und findet vorerst keine Lösungen. Es zeigt sich, dass er voreilig geglaubt hat, er könne die Wirklichkeit der Ideen erfassen. Ihm fehlt noch die nötige Schulung, die einen Philosophen befähigt, Fragen wie die hier diskutierten umfassend zu untersuchen. Parmenides weist darauf hin, dass man erst dann eine gut begründete Entscheidung treffen kann, wenn man alle Möglichkeiten hinsichtlich der Konsequenzen, die sich aus ihnen ergeben, geprüft hat.
Sokrates bittet um eine Demonstration dieser Untersuchungstechnik. Parmenides zögert zunächst, gibt aber dann den vereinten Bitten der Anwesenden nach. Da er nicht monologisieren will, benötigt er für die Vorführung einen Partner. Er entscheidet sich für Aristoteles. Mit ihm zeigt er in einer gedrängten Aufeinanderfolge von Thesen, Fragen und Antworten auf, wie philosophische Analysen durchzuführen sind. Als Gegenstand der beispielhaften Untersuchung wählt er ein Kernthema seiner Philosophie: die Frage, ob das Eine ist oder nicht ist. Zum Zweck der Klärung ist für jede der beiden Hypothesen „Das Eine existiert“ und „Das Eine existiert nicht“ zu prüfen, ob sie Bestandteil eines widerspruchsfreien Systems sein kann, also insofern stichhaltig ist. Zu untersuchen sind sowohl die Konsequenzen aus der Existenz oder Nichtexistenz des Einen als auch diejenigen aus der Existenz oder Nichtexistenz des Anderen, das heißt einer Mehrzahl von Entitäten.
Schema einer umfassenden philosophischen Untersuchung
Die Gesamtuntersuchung besteht aus acht Schritten oder Einzeluntersuchungen, für die sich schon in der Antike die Bezeichnung „Hypothesen“ eingebürgert hat. Dieser auch in der modernen Forschung oft verwendete Ausdruck ist hier allerdings missverständlich, denn es handelt sich nicht um acht verschiedene Annahmen, sondern um acht Arten von Konsequenzen, die sich aus den beiden Annahmen (Hypothesen) „Das Eine ist“ und „Das Eine ist nicht“ ergeben. Diese acht Aspekte des Problems, die systematisch untersucht werden müssen, lassen sich schematisch so darstellen:
|                          |                          |                          |                          |                           |                           |                           |                           |                                        |                                        |                                        |                                        |                                        |                                        |     |     |                       |                       |                       |                       |                                            |                                            |                                            |                                            |                                            |                                            |                          |                          |                          |                          | Das Eine |  |  |  |  |  |                                        |                                        |                                        |                                        |                                        |                                        |                           |                           |                           |                           |                          |                          |                          |                          |           |           |                       |                       |                       |                       |                                            |                                            |                                            |                                            |                                            |                                            |                          |                          |                          |                          |  |  |  |  |  |  |  |  |  |  |  |  |  |  |  |  |  |  |  |  |  |  |  |  |
|                          |                          |                          |                          |                           |                           |                           |                           |                                        |                                        |                                        |                                        |                                        |                                        |     |     |                       |                       |                       |                       |                                            |                                            |                                            |                                            |                                            |                                            |                          |                          |                          |                          |          |  |  |  |  |  |                                        |                                        |                                        |                                        |                                        |                                        |                           |                           |                           |                           |                          |                          |                          |                          |           |           |                       |                       |                       |                       |                                            |                                            |                                            |                                            |                                            |                                            |                          |                          |                          |                          |  |  |  |  |  |  |  |  |  |  |  |  |  |  |  |  |  |  |  |  |  |  |  |  |
|                          |                          |                          |                          |                           |                           |                           |                           |                                        |                                        |                                        |                                        |                                        |                                        |     |     |                       |                       |                       |                       |                                            |                                            |                                            |                                            |                                            |                                            |                          |                          |                          |                          |          |  |  |  |  |  |                                        |                                        |                                        |                                        |                                        |                                        |                           |                           |                           |                           |                          |                          |                          |                          |           |           |                       |                       |                       |                       |                                            |                                            |                                            |                                            |                                            |                                            |                          |                          |                          |                          |  |  |  |  |  |  |  |  |  |  |  |  |  |  |  |  |  |  |  |  |  |  |  |  |
|                          |                          |                          |                          |                           |                           |                           |                           |                                        |                                        |                                        |                                        | ist                                    | ist                                    | ist | ist | ist                   | ist                   |                       |                       |                                            |                                            |                                            |                                            |                                            |                                            |                          |                          |                          |                          |          |  |  |  |  |  |                                        |                                        |                                        |                                        |                                        |                                        |                           |                           |                           |                           |                          |                          | ist nicht                | ist nicht                | ist nicht | ist nicht | ist nicht             | ist nicht             |                       |                       |                                            |                                            |                                            |                                            |                                            |                                            |                          |                          |                          |                          |  |  |  |  |  |  |  |  |  |  |  |  |  |  |  |  |  |  |  |  |  |  |  |  |
|                          |                          |                          |                          |                           |                           |                           |                           |                                        |                                        |                                        |                                        | ist                                    | ist                                    | ist | ist | ist                   | ist                   |                       |                       |                                            |                                            |                                            |                                            |                                            |                                            |                          |                          |                          |                          |          |  |  |  |  |  |                                        |                                        |                                        |                                        |                                        |                                        |                           |                           |                           |                           |                          |                          | ist nicht                | ist nicht                | ist nicht | ist nicht | ist nicht             | ist nicht             |                       |                       |                                            |                                            |                                            |                                            |                                            |                                            |                          |                          |                          |                          |  |  |  |  |  |  |  |  |  |  |  |  |  |  |  |  |  |  |  |  |  |  |  |  |
|                          |                          |                          |                          |                           |                           |                           |                           |                                        |                                        |                                        |                                        |                                        |                                        |     |     |                       |                       |                       |                       |                                            |                                            |                                            |                                            |                                            |                                            |                          |                          |                          |                          |          |  |  |  |  |  |                                        |                                        |                                        |                                        |                                        |                                        |                           |                           |                           |                           |                          |                          |                          |                          |           |           |                       |                       |                       |                       |                                            |                                            |                                            |                                            |                                            |                                            |                          |                          |                          |                          |  |  |  |  |  |  |  |  |  |  |  |  |  |  |  |  |  |  |  |  |  |  |  |  |
|                          |                          |                          |                          | Konsequenzen für das Eine | Konsequenzen für das Eine | Konsequenzen für das Eine | Konsequenzen für das Eine | Konsequenzen für das Eine              | Konsequenzen für das Eine              |                                        |                                        |                                        |                                        |     |     |                       |                       |                       |                       | Konsequenzen für das Andere (die Vielheit) | Konsequenzen für das Andere (die Vielheit) | Konsequenzen für das Andere (die Vielheit) | Konsequenzen für das Andere (die Vielheit) | Konsequenzen für das Andere (die Vielheit) | Konsequenzen für das Andere (die Vielheit) |                          |                          |                          |                          |          |  |  |  |  |  |                                        |                                        |                                        |                                        | Konsequenzen für das Eine              | Konsequenzen für das Eine              | Konsequenzen für das Eine | Konsequenzen für das Eine | Konsequenzen für das Eine | Konsequenzen für das Eine |                          |                          |                          |                          |           |           |                       |                       |                       |                       | Konsequenzen für das Andere (die Vielheit) | Konsequenzen für das Andere (die Vielheit) | Konsequenzen für das Andere (die Vielheit) | Konsequenzen für das Andere (die Vielheit) | Konsequenzen für das Andere (die Vielheit) | Konsequenzen für das Andere (die Vielheit) |                          |                          |                          |                          |  |  |  |  |  |  |  |  |  |  |  |  |  |  |  |  |  |  |  |  |  |  |  |  |
|                          |                          |                          |                          | Konsequenzen für das Eine | Konsequenzen für das Eine | Konsequenzen für das Eine | Konsequenzen für das Eine | Konsequenzen für das Eine              | Konsequenzen für das Eine              |                                        |                                        |                                        |                                        |     |     |                       |                       |                       |                       | Konsequenzen für das Andere (die Vielheit) | Konsequenzen für das Andere (die Vielheit) | Konsequenzen für das Andere (die Vielheit) | Konsequenzen für das Andere (die Vielheit) | Konsequenzen für das Andere (die Vielheit) | Konsequenzen für das Andere (die Vielheit) |                          |                          |                          |                          |          |  |  |  |  |  |                                        |                                        |                                        |                                        | Konsequenzen für das Eine              | Konsequenzen für das Eine              | Konsequenzen für das Eine | Konsequenzen für das Eine | Konsequenzen für das Eine | Konsequenzen für das Eine |                          |                          |                          |                          |           |           |                       |                       |                       |                       | Konsequenzen für das Andere (die Vielheit) | Konsequenzen für das Andere (die Vielheit) | Konsequenzen für das Andere (die Vielheit) | Konsequenzen für das Andere (die Vielheit) | Konsequenzen für das Andere (die Vielheit) | Konsequenzen für das Andere (die Vielheit) |                          |                          |                          |                          |  |  |  |  |  |  |  |  |  |  |  |  |  |  |  |  |  |  |  |  |  |  |  |  |
|                          |                          |                          |                          |                           |                           |                           |                           |                                        |                                        |                                        |                                        |                                        |                                        |     |     |                       |                       |                       |                       |                                            |                                            |                                            |                                            |                                            |                                            |                          |                          |                          |                          |          |  |  |  |  |  |                                        |                                        |                                        |                                        |                                        |                                        |                           |                           |                           |                           |                          |                          |                          |                          |           |           |                       |                       |                       |                       |                                            |                                            |                                            |                                            |                                            |                                            |                          |                          |                          |                          |  |  |  |  |  |  |  |  |  |  |  |  |  |  |  |  |  |  |  |  |  |  |  |  |
| in Bezug auf sich selbst | in Bezug auf sich selbst | in Bezug auf sich selbst | in Bezug auf sich selbst | in Bezug auf sich selbst  | in Bezug auf sich selbst  |                           |                           | in Bezug auf das Andere (die Vielheit) | in Bezug auf das Andere (die Vielheit) | in Bezug auf das Andere (die Vielheit) | in Bezug auf das Andere (die Vielheit) | in Bezug auf das Andere (die Vielheit) | in Bezug auf das Andere (die Vielheit) |     |     | in Bezug auf das Eine | in Bezug auf das Eine | in Bezug auf das Eine | in Bezug auf das Eine | in Bezug auf das Eine                      | in Bezug auf das Eine                      |                                            |                                            | in Bezug auf sich selbst                   | in Bezug auf sich selbst                   | in Bezug auf sich selbst | in Bezug auf sich selbst | in Bezug auf sich selbst | in Bezug auf sich selbst |          |  |  |  |  |  | in Bezug auf das Andere (die Vielheit) | in Bezug auf das Andere (die Vielheit) | in Bezug auf das Andere (die Vielheit) | in Bezug auf das Andere (die Vielheit) | in Bezug auf das Andere (die Vielheit) | in Bezug auf das Andere (die Vielheit) |                           |                           | in Bezug auf sich selbst  | in Bezug auf sich selbst  | in Bezug auf sich selbst | in Bezug auf sich selbst | in Bezug auf sich selbst | in Bezug auf sich selbst |           |           | in Bezug auf das Eine | in Bezug auf das Eine | in Bezug auf das Eine | in Bezug auf das Eine | in Bezug auf das Eine                      | in Bezug auf das Eine                      |                                            |                                            | in Bezug auf sich selbst                   | in Bezug auf sich selbst                   | in Bezug auf sich selbst | in Bezug auf sich selbst | in Bezug auf sich selbst | in Bezug auf sich selbst |  |  |  |  |  |  |  |  |  |  |  |  |  |  |  |  |  |  |  |  |  |  |  |  |

Erste Untersuchung
Die erste Untersuchung gilt der Hypothese, dass das Eine ist, das heißt, dass eine schlechthin einfache Entität real existiert. Dagegen bringt Parmenides unter anderem vor:
Wenn das Eine Teile hat, ist es eine Vielheit und somit keine Einheit, also nicht Eines. Wenn es keine Teile hat, ist es ein Ganzes. Ganzheit ist aber dann gegeben, wenn nichts fehlt. Das setzt die Existenz von Teilen voraus, die fehlen könnten. Beide Möglichkeiten führen somit zum Ergebnis, dass das Eine, die teillose Einheit, nicht ist.
Ein teilloses Eines kann weder Anfang noch Ende noch Mitte haben, es muss ausdehnungs-, grenzen- und gestaltlos sein. Es kann in nichts anderem sein, denn sonst wäre es von dem Umgebenden ringsum berührt, was Teile des Einen voraussetzen würde. Daher kann es keinen Ort haben; es ist nirgendwo. Außerdem kann es weder in Ruhe noch in Bewegung sein. Bewegung scheidet aus, weil es sich mangels Ausdehnung nicht um seine Mitte drehen kann und eine Positionsänderung eine Umgebung erfordern würde, in der sich das Eine befände, was wegen der Teillosigkeit bereits ausgeschlossen wurde. Auch ein Ruhezustand würde eine Umgebung voraussetzen, auf die bezogen die Entität ruhend wäre. Somit kann das Eine weder in Bewegung noch in Ruhe sein.
Weitere Argumente dieser Art führen zum Ergebnis, dass dem Einen auch keine der Eigenschaften „identisch“ und „verschieden“, „ähnlich“ und „unähnlich“, „gleich groß“ und „ungleich groß“ zukommen kann und dass es nicht in der Zeit existieren kann und nichts mit der Zeit zu tun haben kann. Wenn es keinen Bezug zur Zeit hat, können Aussagen wie „Das Eine war“, „Das Eine ist geworden“ und „Das Eine wird sein“ nicht zutreffen. Also kann auch die gegenwartsbezogene Aussage „Das Eine ist“ nicht richtig sein. Demnach ist das Eine nicht und kann nicht erfasst werden.
Zweite Untersuchung
Mit der zweiten Untersuchung kehrt Parmenides zum Ausgangspunkt zurück und prüft die Frage nach der Existenz des Einen nochmals.
Wenn das Eine ist, muss ihm notwendigerweise ein Sein zukommen. Das Sein des Einen ist aber vom Einen als solchem verschieden. Wäre es mit ihm identisch, so würde man nicht vom Sein des Einen, sondern nur vom Einen sprechen. Das Eine hat also zwei Eigenschaften: eines zu sein und seiend zu sein. Somit ist es nicht absolut einheitlich, sondern hat zwei Aspekte, und das bedeutet: zwei Teile. Von diesen hat wiederum jeder zwei Teile, einen Einheitsaspekt und einen Seinsaspekt, da er sowohl etwas – eine Entität und als solche eine Einheit – als auch etwas Seiendes ist. Es ergeben sich also auf dieser Unterteilungsebene vier Teile, von denen wiederum jeder zweigeteilt ist, und so fort. Somit ist das Eine paradoxerweise eine Vielheit, eine unendliche Menge von Entitäten.
Des Weiteren gilt: Wenn das Eine einen Einheitsaspekt und einen Seinsaspekt hat und diese nicht identisch sind, dann sind sie voneinander verschieden. Die Verschiedenheit ergibt sich weder aus dem Einssein noch aus dem Sein, sondern ist eine dritte Gegebenheit. Das Eine umfasst also neben Sein und Einssein noch ein drittes Element. Damit werden zugleich auch die Zahlen Eins, Zwei und Drei vorausgesetzt. Daraus wiederum folgt die Existenz von „gerade“ und „ungerade“ und der unendlichen Menge der übrigen Zahlen, die alle am Sein teilnehmen. Das Seiende erweist sich als grenzenlose Vielfalt, und jeder der unzähligen Entitäten kommen die Eigenschaften „eines“ und „seiend“ zu. Wiederum stellt sich heraus, dass das Eine paradoxerweise zugleich Einheit und Vielheit ist. Dies gilt sowohl für den Einheitsaspekt als auch für den Seinsaspekt.
Weitere paradoxe Folgerungen lauten: Das Eine ist begrenzt und unbegrenzt, gestaltet und gestaltlos, in sich selbst und in einem anderen. Es ist zugleich mit sich selbst identisch und von sich selbst verschieden sowie mit allem anderen identisch und von allem anderen verschieden. Es muss das Andere und sich selbst berühren und zugleich nicht berühren und dem Anderen und sich selbst quantitativ gleich und zugleich ungleich sein. Außerdem erfordert sein Sein, dass ihm Zeit beigelegt wird. Damit tritt es in den Bereich des Werdens und Vergehens ein, was zu weiteren widersinnigen Konsequenzen führt. Es muss dann einen Übergang zwischen Zuständen wie „bewegt“ und „ruhend“ geben, den das Eine vollzieht. Dieser muss plötzlich geschehen, denn nichts kann gleichzeitig bewegt und ruhend sein. Der Augenblick des Übergangs kann somit kein Bestandteil des Zeitkontinuums sein, da er sonst entweder dem vorherigen oder dem nachherigen Zustand zugeordnet wäre. Also liegt er außerhalb der Zeit, und das Eine, das den Übergang vollzieht, ist in diesem Moment weder bewegt noch unbewegt. Das Eine führt einen Akt des Werdens aus, ohne dabei in der Zeit zu sein.
Dritte Untersuchung
Die dritte Untersuchung geht wiederum von der Hypothese aus, dass das Eine ist, und prüft sie unter dem Gesichtspunkt des Verhältnisses des Einen zum Anderen. Auch hier treten Widersprüche auf.
Das Andere – die Gesamtheit desjenigen, was nicht das Eine ist – kann nicht das Eine sein, sondern muss dessen Gegenteil darstellen, denn durch seinen Gegensatz zum Einen wird es konstituiert. Es ist eine Vielheit, die aus Teilen besteht, welche zusammen ein Ganzes bilden. Jedes Ganze ist aber als solches eine Entität und damit eine Einheit. Als Einheit nimmt es am Einen teil. Also ist das Andere zugleich am Einen beteiligt und das absolute Gegenteil des Einen. Dasselbe gilt für die einzelnen Teile des Anderen.
Die weiteren Folgerungen entsprechen denen, die sich bereits für das Eine ergeben haben. Auch für das Andere lässt sich zeigen, dass es zugleich begrenzt und unbegrenzt, ähnlich und unähnlich, bewegt und ruhend sein muss.
Vierte Untersuchung
Als Nächstes wird die Frage untersucht, welche Konsequenzen die Trennung des Einen vom Anderen für das Andere hat, wenn vorausgesetzt wird, dass das Eine ist. Das Andere umfasst sämtliche Entitäten, die nicht das Eine sind. Demnach kann es nichts Drittes außerhalb der Dualität des Einen und des Anderen geben. Das Eine und das Andere müssen völlig voneinander getrennt sein, und es kann keine übergeordnete Einheit geben, die sowohl das Eine als auch das Andere umfasst. Wenn es aber nur das Eine und das Andere gibt und das Andere nichts vom Einen in sich hat, kann es im Anderen keine Zweiheit oder Dreiheit geben, da Zahlen das Vorhandensein der Zahl Eins voraussetzen. Das bedeutet, dass das Andere keine Gegensätze umfassen kann. Es kann also nicht das sein, was es definitionsgemäß sein müsste, sondern muss ebenso wie das Eine von Bestimmungen wie „identisch“, „verschieden“, „ähnlich“, „unähnlich“, „bewegt“ und „ruhend“ frei sein.
Die Bilanz der bisherigen Überlegungen lautet, dass das Eine, wenn es ist, einerseits alles, andererseits aber nicht einmal Eines ist, sowohl in Bezug auf sich selbst als auch in Bezug auf das Andere.
Fünfte Untersuchung
In den vier anschließenden Untersuchungen geht es um die Konsequenzen der Annahme, dass das Eine nicht ist. Die Hypothese, dass das Eine nicht ist, ist der Ausgangspunkt von Aussagen über das nichtseiende Eine. Die Aussage „Das Eine ist nicht“ ist nur sinnvoll, wenn sie einen definierbaren Gegenstand hat. Das Eine muss also auch dann, wenn es nicht ist, etwas Bestimmbares, das heißt von allem anderen Abgrenzbares sein. Die Bestimmung besteht darin, dass es vom Anderen verschieden ist. Außerdem muss es ein Wissen darüber geben können, denn die Aussage, dass es nicht ist, ist nur dann sinnvoll, wenn man versteht, was damit gemeint ist, und das setzt gedankliche Erfassbarkeit voraus. Wenn es hinsichtlich seines möglichen Nichtseins erkennbar ist, gehört es insofern dem Bereich des Erkennbaren an. Da es sich auch als Nichtseiendes vom Anderen unterscheidet, muss es die Eigenschaften Verschiedenartigkeit und Unähnlichkeit aufweisen. Da es nur dem Anderen, nicht sich selbst unähnlich ist, kommt ihm außerdem auch die Eigenschaft „ähnlich“ zu. Des Weiteren zeigt Parmenides, dass das nichtseiende Eine auch zugleich Gleichheit und Ungleichheit, Sein und Nichtsein, Unwandelbarkeit und Veränderung in sich haben muss.
Sechste Untersuchung
Die sechste Untersuchung ist eine Gegenbetrachtung, die von einem absoluten Verständnis der Aussage „Das Eine ist nicht“ ausgeht. Wenn das Eine absolut nicht ist, kann es nicht werden und vergehen (also Sein gewinnen und einbüßen), es kann sich nicht verändern und keinerlei Eigenschaften aufweisen. Es kann in keiner Beziehung zur Zeit stehen, kann nicht erkannt werden und kein Gegenstand sinnvoller Aussagen sein. Das Ergebnis ist also dem der fünften Untersuchung entgegengesetzt.
Siebte Untersuchung
In der siebten Untersuchung wird geprüft, wie sich die hypothetische absolute Nichtexistenz des Einen auf das Andere auswirkt. Wenn das Eine nicht ist, kann das Andere nicht durch Abgrenzung vom Einen bestimmt werden. Das Andere muss aber als solches das Element der Verschiedenheit mit einschließen. Die Verschiedenheit muss also innerhalb des Bereichs des Anderen liegen und dessen Inhalte betreffen. Diese können aber, wenn es das Eine nicht gibt, keine Einheiten sein. Es kann sich also nur um undifferenzierte Massen handeln. Solche Massen können mangels eines Faktors, der sie zu Einheiten machen könnte, nicht wirklich groß oder klein, begrenzt oder unbegrenzt, ähnlich oder unähnlich usw. sein, sondern nur so scheinen.
Achte Untersuchung und Gesamtergebnis
Die achte Untersuchung zeigt die Absurdität einer Welt, die ohne das Eine, aber mit dem Anderen besteht. Ein solches Anderes kann weder eine Einheit noch eine Vielheit sein und nicht einmal als Einheit oder Vielheit erscheinen, denn eine Vielheit wäre eine Menge von Einheiten. Also ist dieses Andere nichts. Wenn das Eine absolut nicht ist, ist auch das Andere absolut nicht. Dann gibt es auch keinen Anschein von irgendetwas, sondern schlechthin nichts.
Abschließend fasst Parmenides die paradoxen Ergebnisse der Untersuchungen zusammen: Von welchen Annahmen auch immer man ausgeht, das Ergebnis ist stets, dass das Eine und das Andere, sowohl im Verhältnis zueinander als auch jeweils für sich betrachtet, zugleich alles sind und nicht sind, alles zu sein scheinen und nicht zu sein scheinen. Mit dieser Feststellung, der Aristoteles zustimmt, endet der Dialog.

## Philosophischer Gehalt
In der intensiven Forschungsdiskussion über den philosophischen Gehalt des Parmenides steht die Frage im Mittelpunkt, wie Platon die eingehende Kritik an seiner Ideenlehre, die er dort vortragen lässt, bewertet und welche Folgerungen er daraus gezogen hat. Das Spektrum der Deutungen reicht von der Hypothese, dass er die Ideenlehre in seiner letzten Schaffensphase aufgegeben habe, bis zur Annahme, er habe die im Dialog aufgeworfenen Probleme restlos gelöst und die Ideenlehre sei dabei intakt geblieben. Nach der letzteren Interpretation hat er den Parmenides als Übungstext für seine Schüler verfasst, da er erwartete, dass sie aufgrund ihrer philosophischen Ausbildung in der Lage seien, durch eigenes Nachdenken die Lösungen zu finden. Einer mittleren Deutungsrichtung zufolge hat Platon die Ideenlehre in der Form, in der sie in Schriften seiner mittleren Schaffensperiode formuliert ist, für korrekturbedürftig gehalten und im Parmenides die Notwendigkeit erkennen lassen, das Konzept zu überdenken; das Resultat war eine neue Version der Lehre, die er in späten Werken zur Geltung brachte. Manche Forscher meinen, wenn man die Ideenlehre richtig verstehe, zeige sich, dass sie von der Kritik gar nicht betroffen sei. Diese richte sich nur gegen falsche, von Platon abgelehnte Interpretationen der Ideenlehre. Für eine optimistische Haltung Platons sprechen Hinweise seines Parmenides, der im Dialog behauptet, ein begabter, hinreichend geschulter Philosoph könne die Schwierigkeiten meistern, was allerdings nicht einfach sei. Außerdem lässt Platon Parmenides feststellen, wenn man nicht Ideen voraussetze, sei eine philosophische Untersuchung gar nicht möglich. Demnach steht und fällt die Philosophie mit der Annahme, dass Ideen real sind, denn nur unter dieser Voraussetzung ist die philosophische Verwendung von Begriffen und Klassifizierung von Objekten sinnvoll.
Strittig ist die Stichhaltigkeit einzelner Argumente von Platons Parmenides. Hier geht es um die Frage, ob Fehlschlüsse vorliegen oder logisch unzulässige Annahmen vorausgesetzt werden. Darüber gehen die Meinungen weit auseinander: Manche Forscher halten die Ableitung der einzelnen Folgerungen für logisch fehlerhaft, andere für schlüssig; für manche sind die Ausgangsthesen „Das Eine ist“ und „Das Eine ist nicht“ sinnvolle Aussagen, für andere handelt es sich um Verstöße gegen die logische Syntax. Oft wird darauf hingewiesen, dass die im Parmenides thematisierten Schwierigkeiten der Ideenlehre teilweise auf eine „Verdinglichung“ der Ideen zurückzuführen sind. Dabei handelt es sich um einen Fehler in der Beweisführung, der darin besteht, dass man von einer Analogie von Ideen und Dingen ausgeht, ohne dabei deren Verschiedenartigkeit hinreichend zu beachten. Ein Beispiel dafür ist der im Dialog angestellte Vergleich mit einem Segeltuch. Vermutlich wollte sich Platon gegen ein „dingliches“ Verständnis der Ideenlehre wenden, indem er dem Leser dessen fatale logische Folgen vor Augen führte. Ein weiterer wichtiger Aspekt ist die Mehrdeutigkeit von Begriffen wie „das Eine“ und „sein“. Die Frage, ob Platons Parmenides die Begriffe durchgängig im selben Sinn verwendet, ist umstritten.
Eine Deutungsrichtung betont den Gegensatz zwischen der platonischen und der eleatischen Philosophie. Ihr zufolge hat Platon zeigen wollen, dass die Denkweise der Eleaten zwangsläufig in eine Sackgasse führe. Er musste sich mit der Lehre des Parmenides auseinandersetzen, da sie mit Kerngedanken seiner Ideenlehre, der Methexis (Teilhabe) und der Mimesis (Nachahmung), unvereinbar ist. Mit der Vorstellung, dass die Sinnesobjekte als Abbilder an den Ideen als ihren Urbildern teilhaben oder sie nachahmen, versucht die Ideenlehre den Zusammenhang zwischen den veränderlichen Einzeldingen und den unwandelbaren Ideen verständlich zu machen. Die Einwirkung der Ideen soll die Existenz und Beschaffenheit der Phänomene erklären. Die eleatische Ontologie trennt jedoch das unveränderliche Seiende radikal von der nichtseienden, illusionären Welt der Sinnesobjekte. Damit schließt sie eine Teilhabe oder Nachahmung prinzipiell aus; in ihrem Rahmen kann es keinerlei Beziehung zwischen dem Seienden und dem Nichtseienden geben. Darüber hinaus hebt Samuel Scolnicov einen methodischen Gegensatz zwischen Platon und Parmenides hervor: Der historische Parmenides sei „der erste Cartesianer“ gewesen. Wie René Descartes sei er von der Überlegung ausgegangen, dass ein methodisch korrektes Vorgehen zu absolut sicheren Ergebnissen führen müsse, wenn man eine evidente Tatsache als Ausgangspunkt wähle und aus ihr alles ableite. Gegenteilige Annahmen könnten als falsch erwiesen werden, indem man ihre Selbstwidersprüchlichkeit aufzeige. Dies sei das Standardverfahren von Parmenides und Zenon gewesen. Platon habe diese Vorgehensweise der Eleaten, insbesondere den Gedanken einer evident wahren Aussage als Ausgangspunkt, abgelehnt und im Parmenides kritisiert.
Viel erörtert wird das Verhältnis des Parmenides zur stark umstrittenen „ungeschriebenen Lehre“ oder Prinzipienlehre Platons. Eine Reihe von Forschern meint, Platon wende sich mit dem Parmenides gegen die Überzeugung der Eleaten, das unwandelbare Sein sei das höchste Prinzip. Er wolle den Leser auf die Erkenntnis vorbereiten, dass ein Ausweg aus den im Dialog aufgezeigten Schwierigkeiten nur gefunden werden könne, wenn man oberhalb der Ideenebene eine Metaebene ansetze, auf der sich das „überseiende“ Eine befinde. Nur die Lehre vom überseienden Einen ermögliche die Auflösung der Widersprüche, in die man gerate, wenn man das Eine als seiend oder als nichtseiend betrachte. Davon handle Platons Prinzipienlehre, die er nur mündlich in der Akademie dargelegt habe, die aber aus den Quellenzeugnissen in den Grundzügen rekonstruierbar sei. Mit diesem Verständnis greifen einige moderne Forscher (darunter Jens Halfwassen, Christoph Horn und Ingeborg Schudoma) einen Deutungsansatz auf, von dem schon die antiken Neuplatoniker ausgingen. In der neuplatonischen Tradition spielt das überseiende Eine als höchstes Prinzip und Ursprung von allem eine zentrale Rolle. Andere Philosophiehistoriker (Giovanni Reale, Maurizio Migliori) interpretieren den Parmenides ebenfalls prinzipientheoretisch und finden darin Hinweise auf eine überseiende Ebene, vertreten jedoch ein etwas anderes Modell. Sie lehnen den streng monistischen Aspekt der neuplatonischen Deutungstradition ab und behaupten, Platon habe der gesamten Wirklichkeit eine bipolaren Struktur zugeschrieben. Er habe die „unbestimmte Zweiheit“ – das „Andere“ des Parmenides – nicht aus dem Einen hervorgehen lassen, sondern sie als eigenständiges Urprinzip betrachtet und ebenso wie das Eine außerhalb des Seins verortet. Wiederum andere halten die prinzipientheoretische Deutung für völlig verfehlt.
Zu sehr regen jahrzehntelangen Diskussionen haben die beiden Argumente des Parmenides, die einen infiniten Regress aufzeigen, Anlass gegeben. Diese Thematik wird in der Forschung in Zusammenhang mit einer Kritik des Aristoteles an der Ideenlehre erörtert, die unter der Bezeichnung „Argument des dritten Menschen“ („Third Man Argument“, TMA) bekannt ist. Das Argument des dritten Menschen entspricht dem ersten Regressargument im Parmenides. Mit dem „dritten Menschen“ ist die übergeordnete dritte Instanz über der Idee des Menschen und den Menschen als Einzelwesen gemeint, die nach dem Regressargument erforderlich ist, wenn man annimmt, dass die Idee mit den Einzelwesen eine Klasse bildet. Die modernen Debatten drehen sich um die Fragen, ob die Regressargumente ein triftiger Einwand gegen die Ideenlehre sind und wie Platon dies eingeschätzt hat. Die Beantwortung hängt philologisch vom Verständnis des Textes ab und philosophisch davon, ob die Annahmen, die zum infiniten Regress führen, für die Ideenlehre notwendig sind und ob Platon sie für erforderlich hielt.
Franz von Kutschera meint, der wichtigste Schlüssel zum Verständnis des Parmenides liege in der mereologischen Logik, die Platon in dem Dialog verwendet habe. Er habe über eine Mereologie – eine Lehre vom Verhältnis eines Ganzen zu dessen Teilen – verfügt, die er voraussetze, aber nicht begründe.
Verschiedentlich ist die Ansicht geäußert worden, einzelne Ausführungen im Parmenides seien Reaktionen Platons auf das Ideenverständnis des Eudoxos von Knidos. Eudoxos fasste die Teilhabe der Einzeldinge an den Ideen als Mischung auf; er meinte, die Ideen seien den wahrnehmbaren Objekten beigemischt, also örtlich in ihnen anwesend. Die Ausführungen über Zahlen im zweiten Teil des Dialogs sind von der pythagoreischen Zahlenlehre beeinflusst.
Eine weitere Interpretation lautet, die Argumentation des Parmenides im Dialog solle die Grenzen der Logik aufzeigen und auf Sachverhalte hinweisen, die widersinnig und dennoch real seien. Parmenides belehre Sokrates darüber, dass die gängige Vorgehensweise, die von vornherein dem konzeptuellen Denken Priorität gegenüber dem Sein einräume, in die Ausweglosigkeit führe und daher verfehlt sei. Dies ergebe sich insbesondere aus der Paradoxie der Zeit. Daraus resultiere die Einsicht, dass das Sein fundamentaler sei als der Logos und die Dialektik, die philosophische Methode der Erkenntnisgewinnung. Die Unvollständigkeit des dialektischen Diskurses werde enthüllt.

## Entstehung

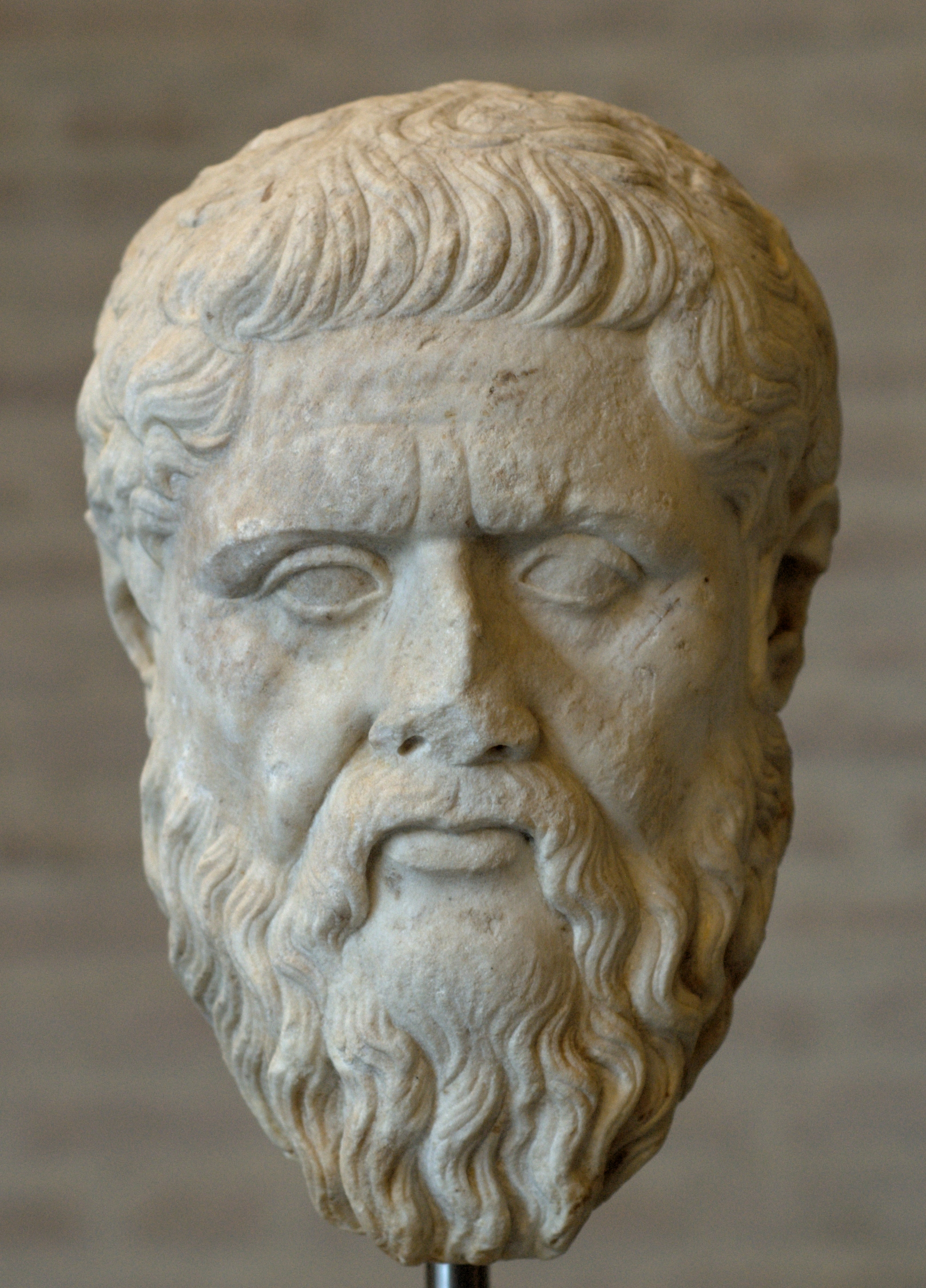
Platon (römische Kopie des griechischen Platonporträts des Silanion, Glyptothek München)

Die Echtheit des Parmenides ist im 19. Jahrhundert von einigen Forschern bestritten worden, wozu vor allem das Schweigen des Aristoteles, der den Dialog nirgends ausdrücklich erwähnt, Anlass bot. Auch in neuerer Zeit ist mitunter Skepsis geäußert worden, doch hält heute eine überwältigende Mehrheit der Forscher den Dialog für ein authentisches Werk Platons.
Einigkeit besteht darüber, dass der Parmenides zu den späteren Dialogen zählt. Er wird dem Spätwerk oder einer Übergangszeit zwischen der mittleren und der späten Schaffensperiode zugerechnet. Zusammen mit dem Theaitetos und dem Sophistes gehört er zu einer Gruppe von „kritischen“ Dialogen, in denen der Philosoph Gedanken, die er in früheren Werken vorgebracht hatte, einer kritischen Überprüfung unterzieht. Stilistisch scheint der Parmenides zur Gruppe der mittleren Dialoge zu gehören, der Inhalt spricht für relativ späte Entstehung.
Die unterschiedliche Gestalt der beiden Teile des Dialogs hat zur Vermutung Anlass gegeben, dass die Teile ursprünglich getrennt waren. Diese von Gilbert Ryle vorgetragene Hypothese hat besonders im englischsprachigen Raum Anklang gefunden, ist aber auch auf Widerspruch gestoßen. Möglicherweise war der erste Teil ursprünglich für ein breiteres Publikum gedacht, der zweite – die mit Aristoteles durchgeführte Untersuchung – und die Verbindung beider für die Philosophen in Platons Akademie. Allerdings wird in der neueren Forschung betont, dass die beiden Teile in der vorliegenden Fassung des Dialogs zu einem kohärenten Ganzen zusammengefügt seien.
Die meisten Datierungen der Abfassung ordnen sie in den Zeitraum zwischen 375 und 360 ein.

## Rezeption

### Antike
Schon zu Platons Lebzeiten hat offenbar eine breitere Öffentlichkeit das Gedankengut des Parmenides zumindest oberflächlich zur Kenntnis genommen. Dies ist daraus ersichtlich, dass der paradoxe Aspekt des Werks in der zeitgenössischen Komödie aufgegriffen und zur Zielscheibe des Spotts gemacht wurde. Im Zeitalter des Hellenismus und in der frühen römischen Kaiserzeit hingegen fand der Parmenides anscheinend relativ wenig Beachtung. Erst ab der zweiten Hälfte des 3. Jahrhunderts verstärkte sich das Interesse an ihm.
Unterschiedlich gedeutet wird der Umstand, dass Platons Schüler Aristoteles, der sich eingehend mit der Ideenlehre auseinandergesetzt hat, den Parmenides nirgends namentlich erwähnt, obwohl seine Argumentation gegen die separate Existenz von Ideen teilweise mit der dort vorgebrachten übereinstimmt. In seiner Schrift Metaphysik ist eine Reihe von inhaltlichen Parallelen zum Parmenides zu finden. Dies legt die Annahme nahe, dass er den Dialog gekannt hat. Weniger Zustimmung hat die Vermutung gefunden, dass Aristoteles die Kritik zuerst formuliert hat, als er noch Mitglied von Platons Akademie war, und der Parmenides Platons Reaktion auf diese Kritik darstellt.
In der Tetralogienordnung der Werke Platons, die anscheinend im 1. Jahrhundert v. Chr. eingeführt wurde, gehört der Parmenides zur dritten Tetralogie. Der Philosophiegeschichtsschreiber Diogenes Laertios zählte sie zu den „logischen“ Schriften und gab als Alternativtitel „Über die Ideen“ an. Dabei berief er sich auf eine heute verlorene Schrift des Gelehrten Thrasyllos.
Der Neupythagoreer Moderatos von Gades, der im 1. Jahrhundert lebte, entwarf ein ontologisches Modell, mit dem er unter anderem an den Parmenides anknüpfte. Er war der Ansicht, der Dialog sei im Licht der pythagoreischen Lehre zu interpretieren.
Der Gelehrte Athenaios, der Platon vehement zu kritisieren pflegte, behauptete, der Bericht von einer philosophischen Diskussion, an der Sokrates und Parmenides teilgenommen hätten, sei chronologisch unstimmig.
In der Zeit des Mittelplatonismus (1. Jahrhundert v. Chr. bis 3. Jahrhundert) scheint der Parmenides für die Platoniker keine herausragende Rolle gespielt zu haben. Erst mit der Entstehung des Neuplatonismus im 3. Jahrhundert gewann das Werk eine wachsende Bedeutung für die metaphysische Spekulation der Denker, die sich auf die platonische Tradition beriefen. In der Spätantike gehörte es zu den Schriften, die den Neuplatonismus – die damals dominierende philosophische Richtung – am stärksten prägten.
Plotin († 270), der Begründer des Neuplatonismus, erwähnte den Dialog nur selten, verwertete ihn aber intensiv für seine Metaphysik. Er lobte Platons Ansatz, der differenzierter sei als der eleatische, betonte die absolute Transzendenz des Einen und berief sich für seine Lehre von der dreigliedrigen hierarchischen Ordnung des intelligiblen Kosmos, der geistigen Welt, auf den Parmenides. Damit zeichnete sich bereits eine neue Wertschätzung dieses Werks ab, denn die hierarchische Struktur der geistigen Welt mit dem „überseienden“ Einen an der Spitze war ein zentraler Bestandteil der neuplatonischen Philosophie.
Plotins Schüler Porphyrios († 301/305) scheint sich eingehend mit dem Parmenides befasst zu haben. Ihm wird ein nur fragmentarisch und anonym überlieferter Kommentar zu dem Dialog zugeschrieben, doch ist die Hypothese seiner Autorschaft umstritten.
In der Folgezeit intensivierte sich die neuplatonische Rezeption des Dialogs, der von den hauptsächlich an metaphysischen und theologischen Fragen interessierten Philosophen eifrig studiert wurde. Da die Neuplatoniker alles auf das „überseiende“ Eine als oberstes Prinzip zurückführten, war ihnen die Argumentation von Platons Parmenides, die sich sowohl gegen ein seiendes als auch gegen ein nichtseiendes Eines richtete, sehr willkommen. Sie diente ihnen zur Begründung ihrer Lehre von der absoluten Transzendenz des Einen, das weder als seiend noch als nichtseiend aufgefasst werden dürfe. Nach ihrer Interpretation ist der Dialog nicht als aporetisch aufzufassen, sondern der zweite Teil liefert die Lösung der im ersten aufgeworfenen Probleme.
Porphyrios’ Schüler Iamblichos, der eine sehr einflussreiche neuplatonische Schulrichtung begründete, verfasste einen Kommentar zum Parmenides. Er hielt diesen Dialog für die Krönung der Theologie, den Timaios für das wichtigste Werk über die Naturlehre. Auch die späteren Neuplatoniker sahen im Parmenides und im Timaios die beiden grundlegenden Schriften der klassischen Philosophie. Im Studiengang der spätantiken Neuplatoniker bildete das Studium dieser beiden Dialoge den krönenden Abschluss der philosophischen Ausbildung. Daher war die Spätantike die Blütezeit der Parmenides-Kommentierung. Zu den spätantiken Kommentatoren des Dialogs zählten neben Iamblichos einige führende Vertreter der neuplatonischen Schule von Athen: Plutarch von Athen, Syrianos, Proklos, Marinos von Neapolis und Damaskios. Der größte Teil dieses Schrifttums ist verloren; nur die Kommentare des Proklos und des Damaskios sind erhalten geblieben. Der Kommentar des Damaskios ist allerdings unvollständig überliefert und der Schluss von Proklos’ Werk nur in lateinischer Übersetzung. Der umfangreiche Kommentar des Proklos ist philosophiegeschichtlich von großer Bedeutung, auch weil er Informationen über die älteren, heute verlorenen Kommentare bietet. Proklos behandelte aber nicht den ganzen Dialog. Er ging selektiv vor; aus dem zweiten Teil des Parmenides kommentierte er nur die erste Untersuchung, deren Beweisgang er für seine negative Theologie benötigte. Nachdrücklich wies er in seiner Platonischen Theologie die Auffassung zurück, es handle sich beim zweiten Teil nur um logische Übungen. Er meinte, die Aporien im ersten Teil seien jeweils durch einen der Fragestellung nicht angemessenen Denkhorizont verursacht. Sie seien nur scheinbar unüberwindlich; die Lösung ergebe sich, wenn das Erkenntnisniveau auf einen höheren Rang angehoben werde. Dazu könne die Didaktik des Parmenides verhelfen. Das für die Entdeckung der Wahrheit benötigte Wissen könne dem Dialog selbst entnommen werden.
Die direkte antike Textüberlieferung beschränkt sich auf wenige spätantike Fragmente von Pergamenthandschriften.

### Mittelalter
Die älteste erhaltene mittelalterliche Parmenides-Handschrift wurde im Jahr 895 im Byzantinischen Reich für Arethas von Caesarea angefertigt. Der spätmittelalterliche byzantinische Gelehrte Georgios Pachymeres verfasste eine Fortsetzung zum Kommentar des Proklos. Er kommentierte aber unter rein logischem Gesichtspunkt, vernachlässigte also den für Proklos zentralen theologischen Aspekt.
Im arabischsprachigen Raum war der Parmenides aus der arabischen Übersetzung von Galens Zusammenfassung des Dialogs bekannt, die Ḥunain ibn Isḥāq, ein Gelehrter des 9. Jahrhunderts, angefertigt hatte. Der Philosoph al-Kindī, ein Zeitgenosse Ḥunains, scheint über eine gewisse Kenntnis des Inhalts von Platons Werk verfügt zu haben, die er aber möglicherweise nur neuplatonischem Schrifttum verdankte.
Bei den lateinischsprachigen Gelehrten des Westens war der Text des Dialogs im Früh- und Hochmittelalter unbekannt. Man wusste aber von seiner Existenz, da er in Werken antiker römischer Autoren (Gellius und Calcidius) erwähnt wurde. Erst im Spätmittelalter wurde ein Teil des Parmenides einigen westlichen Scholastikern zugänglich, da Wilhelm von Moerbeke im Zeitraum zwischen 1280 und 1286 den Kommentar des Proklos ins Lateinische übersetzte. Dank den Zitaten bei Proklos erlangten die Scholastiker Kenntnis von einem Teil des Dialogtextes. So war die spätmittelalterliche Parmenides-Rezeption von Anfang an von der neuplatonischen Sichtweise geprägt. Allerdings scheint die Verbreitung von Moerbekes Übersetzung bei den mittelalterlichen Gelehrten gering gewesen zu sein; erst in der Renaissance nahm das Interesse zu.

### Frühe Neuzeit
Im Westen wurde der Parmenides im Zeitalter des Renaissance-Humanismus wiederentdeckt. Die erste lateinische Übersetzung erstellte der byzantinische Gelehrte Georgios Trapezuntios im Jahr 1459 in Rom. Trapezuntios, der Platon verabscheute, übersetzte den Dialog nicht aus eigenem Antrieb, sondern auf Wunsch des Kardinals Nikolaus von Kues. Nikolaus, der ein bedeutender Metaphysiker war, interessierte sich sehr für die neuplatonische Parmenides-Interpretation. Kardinal Bessarion übte scharfe Kritik an der Übersetzung. Er befand in seiner 1469 veröffentlichten Kampfschrift In calumniatorem Platonis („Gegen den Verleumder Platons“), Trapezuntios gebe den griechischen Text nicht wieder, sondern ruiniere ihn. Nikolaus von Kues und Bessarion bemerkten die inhaltliche Übereinstimmung zwischen dem neuplatonisch gedeuteten Parmenides und den berühmten Schriften des antiken christlichen Theologen Pseudo-Dionysius Areopagita, der stark vom Neuplatonismus beeinflusst war.
Der Humanist Marsilio Ficino fertigte eine neue lateinische Übersetzung des Dialogs an, die erste, die gedruckt wurde. Er veröffentlichte sie 1484 in Florenz in der Gesamtausgabe seiner Platon-Übersetzungen. Als Neuplatoniker war er der Überzeugung, der Parmenides enthalte Platons Theologie, die hier in ihrer Gesamtheit entfaltet werde. Gegen diese Deutung wandte sich Giovanni Pico della Mirandola in seiner Abhandlung De ente et uno („Über das Seiende und das Eine“). Pico sah im zweiten Teil des Dialogs nur ein logisches Übungsstück. Darauf reagierte Ficino mit seinem 1494 abgeschlossenen und 1496 gedruckten, sehr ausführlichen Parmenides-Kommentar, in dem er seine Sichtweise darlegte und Pico zu widerlegen versuchte.
Ficinos neuplatonische, theologische Interpretation beeinflusste das Verständnis des Parmenides in der Folgezeit nachhaltig. Zu den Gelehrten, die sich dieser Sichtweise anschlossen, zählten Aegidius de Viterbo und Francesco Patrizi da Cherso.
Die Erstausgabe des griechischen Textes erschien im September 1513 in Venedig bei Aldo Manuzio als Teil der ersten Gesamtausgabe der Werke Platons. Der Herausgeber war Markos Musuros.
Leibniz fasste den Parmenides in neuplatonischem Sinn als theologisches Werk auf, das die Tiefgründigkeit von Platons Philosophie erkennen lasse. Allerdings übernahm er das neuplatonische Konzept des überseienden Einen nicht, sondern setzte das Eine mit dem Seienden und mit Gott gleich. Er empfahl, Platons Text zu lesen, wenn man dessen Philosophie verstehen wolle, und sich nicht an die alten Kommentare zu halten.
1793 veröffentlichte Thomas Taylor die erste englische Übersetzung des Parmenides. Sie war ganz von der neuplatonischen Sichtweise geprägt und leistete einen wichtigen Beitrag zu deren Verbreitung in der gebildeten Öffentlichkeit.

### Moderne
Philosophische Aspekte
Die moderne Rezeption ist von einer intensiven Auseinandersetzung mit dem philosophischen Ertrag des Werks geprägt, die zu einer großen Vielfalt von teils gegensätzlichen Interpretationen geführt hat. Oft wird der Parmenides in der Forschungsliteratur als der schwierigste und rätselhafteste Dialog Platons bezeichnet. Die Deutungsansätze für den besonders umstrittenen zweiten Teil des Dialogs lassen sich in zwei Hauptgruppen unterteilen: Die einen Philosophiehistoriker betrachten den Text als bloße logische Übung ohne positive metaphysische Bedeutung, die anderen meinen, man könne ihm eine metaphysische Lehre Platons entnehmen.

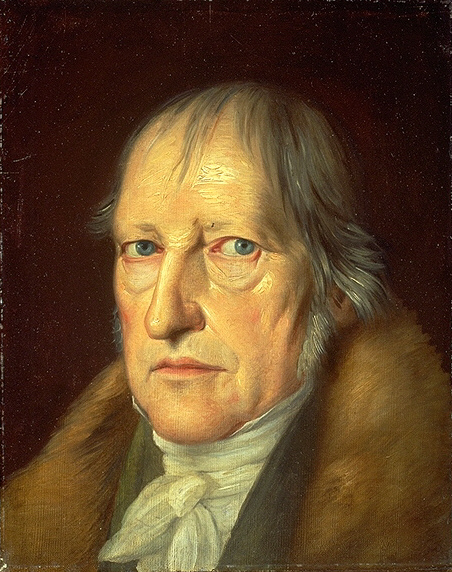
Georg Wilhelm Friedrich Hegel, 1831

Georg Wilhelm Friedrich Hegel brachte hohe Wertschätzung für den Parmenides zum Ausdruck, übte aber auch Kritik an ihm. Er nannte ihn „wohl das größte Kunstwerk der alten Dialektik“ und das „berühmteste Meisterstück der Platonischen Dialektik“ und befand, es handle sich um ein „vollendetes Dokument und System des ächten Skepticismus“. Der Parmenides umfasse und zerstöre das ganze Gebiet des Wissens durch Verstandesbegriffe. Dabei gehe es nicht etwa um einen Zweifel an den Wahrheiten des Verstandes, der Entstehen und Vergehen, Vielfalt und Zusammengesetztheit erkenne und daraus objektive Behauptungen mache, sondern die Wahrheit eines solchen Erkennens werde gänzlich negiert. Dieser „Skepticismus“ ist für Hegel „die negative Seite der Erkenntniß des Absoluten, und setzt unmittelbar die Vernunft als die positive Seite voraus“. Darin, dass die Gedanken „sich zum Anderen ihrer selbst machen“, sah Hegel „das Feste, Wahrhafte“: die Einheit der Gedanken. Als Beispiel nannte er das Werden als das Wahrhafte von Sein und Nichtsein, ihre untrennbare Einheit. Allerdings sei Platons Dialektik im Parmenides nicht vollendet, denn sie sei nicht über die Negation hinausgeschritten. Den folgenden Schritt, die Negation der Negation als Affirmation, habe Platon nicht ausgesprochen. Vielmehr beschränke sich die Dialektik im Parmenides teils auf das Widerlegen, teils habe sie „überhaupt das Nichts zum Resultate“.
Der Neukantianer Paul Natorp betrachtete den Dialog als Übungsprogramm, als „akademische Seminarstunde“. Der „Faden des Labyrinths“ sei die „Methodenbedeutung der reinen Begriffe“. Der Zweck des Parmenides sei ein Hinweis auf „die mächtigste der philosophischen Aufgaben, die des Systems der reinen Begriffe“. Die „Größe des Wurfs, den der Parmenides bedeutet“, solle nicht weiterhin verkannt werden.
Der Neukantianer Nicolai Hartmann meinte, der Parmenides zeige, wie aller Seinswert der Begriffe erst aus deren Gemeinschaft hervorgehe. Platon mache den inneren Zusammenhang der Grundbegriffe „fühlbar als etwas Notwendiges, Unentrinnbares“. Im zweiten Teil des Dialogs demonstriere er anhand der acht Untersuchungen, dass die Begriffe ein System bildeten, aus dem man keinen Bestandteil losreißen könne, ohne das Ganze zu zerreißen und damit alles Denken preiszugeben.
Bertrand Russell hielt den Parmenides für die „vielleicht beste Sammlung von Antinomien, die je erstellt wurde“. Er sah darin ein Dokument der Selbstkritik Platons.
Für die spätere Forschung wegweisend war die 1939 von Francis Macdonald Cornford publizierte Studie Plato and Parmenides. Cornford hielt den zweiten Teil des Dialogs für eine sehr subtile und meisterhafte Analyse logischer Probleme. Er untersuchte die philosophiegeschichtliche Stellung des Werks, insbesondere sein Verhältnis zur Ideenlehre von Platons mittlerer Schaffenszeit sowie zur Lehre des historischen Parmenides und zur pythagoreischen Tradition. Nach Cornfords Deutung hat der Dialog einen positiven metaphysischen Gehalt, der aber nicht im Sinne der neuplatonischen Tradition theologisch auszulegen ist.
Alfred Edward Taylor glaubte, der Parmenides sei nur ein geistreiches Spiel, das der Verspottung des eleatischen Monismus diene.
Carl Friedrich von Weizsäcker setzte sich in seiner Schrift Die Einheit der Natur mit dem Parmenides auseinander. Er meinte, man könne Platons Philosophie nicht verstehen, solange man diesen Dialog nicht nachvollziehen könne. Daher müsse dies versucht werden, obwohl man angesichts der Meinungsverschiedenheiten in der Sekundärliteratur „nur verzweifeln“ könne. Die Prinzipienlehre sei heranzuziehen. Weizsäcker prüfte die Anwendbarkeit der Argumentation im zweiten Dialogteil auf Fragen der modernen Philosophie der Physik.
Franz von Kutschera sieht eine besondere Leistung Platons im Parmenides in der Entwicklung einer Mereologie, die nicht nur elementar sei; sie sei „eine weit stärkere Logik als alle Systeme, die man bis hin zu Leibniz entwickelt hat“.
Literarische Aspekte
In literarischer Hinsicht findet der Parmenides meist wenig Wertschätzung. Schon der einflussreiche Platon-Übersetzer Friedrich Schleiermacher befand in der Einleitung zu seiner 1805 veröffentlichten Übersetzung des Dialogs, das „für Viele (…) von vielen Seiten abschreckende Gespräch“ sei eine schwere Lektüre; die Sprache zeige sich „als Kunstsprache noch im Zustande der ersten Kindheit“. Aus philologischer Sicht urteilte der renommierte Gräzist Ulrich von Wilamowitz-Moellendorff, es sei ein „knochendürrer Dialog (…), wenn man das Wort noch brauchen darf“ und „so unplatonisch wie möglich“; offenbar habe Platon den Stil Zenons übertreibend imitiert. „Wer sich in dieses logische Gestrüpp wagt und auf genießbare Früchte hofft, wird schwer enttäuscht.“ Auch in der jüngeren Forschung wird die Annahme vertreten, der stilistisch stark von den anderen Dialogen Platons abweichende zweite Teil des Werks sei eleatischem Schrifttum – vermutlich einem Text Zenons – nachgebildet. Helmut Mai widerspricht der traditionellen Auffassung, der zweite Teil sei wegen der bescheidenen Rolle des Aristoteles nicht als wirklicher Dialog zu betrachten. Er betont, dass auch der zweite Teil eine für den philosophischen Gehalt relevante dialogische Struktur aufweise.
Zu einer günstigen Einschätzung der literarischen Qualität gelangte Franz von Kutschera, der die Vielschichtigkeit des Werks sowie die gelungene Charakterisierung von Personen und Atmosphäre im ersten Teil lobte.

## Ausgaben und Übersetzungen
Ausgaben (mit Übersetzung)
- Gunther Eigler (Hrsg.): Platon: Werke in acht Bänden. Band 5, 4. Auflage. Wissenschaftliche Buchgesellschaft, Darmstadt 2005, ISBN 3-534-19095-5 (Abdruck der kritischen Ausgabe von Auguste Diès; daneben die deutsche Übersetzung von Friedrich Schleiermacher, 2., verbesserte Auflage, Berlin 1818)
- Ekkehart Martens (Hrsg.): Platon: Parmenides. Reclam, Stuttgart 2001, ISBN 978-3-15-008386-4 (unkritische Ausgabe mit Übersetzung)
- Hans Günter Zekl (Hrsg.): Platon: Parmenides. Meiner, Hamburg 1972, ISBN 3-7873-0280-8 (kritische Ausgabe mit Übersetzung)

Übersetzungen
- Otto Apelt: Platons Dialog Parmenides. In: Otto Apelt (Hrsg.): Platon: Sämtliche Dialoge. Bd. 4, Meiner, Hamburg 2004, ISBN 3-7873-1156-4 (mit Einleitung und Erläuterungen; Nachdruck der 2., durchgesehenen Auflage, Leipzig 1922)
- Rudolf Rufener: Platon: Spätdialoge II (= Jubiläumsausgabe sämtlicher Werke, Bd. 6). Artemis, Zürich/München 1974, ISBN 3-7608-3640-2, S. 105–189 (mit Einleitung von Olof Gigon S. XXVI–XXXII)
- Franz Susemihl: Parmenides. In: Erich Loewenthal (Hrsg.): Platon: Sämtliche Werke in drei Bänden. Bd. 2, unveränderter Nachdruck der 8., durchgesehenen Auflage, Wissenschaftliche Buchgesellschaft, Darmstadt 2004, ISBN 3-534-17918-8, S. 483–560